# Aleucanitis singularis
Aleucanitis singularis là một loài bướm đêm trong họ Noctuidae.